# Don Abney
Don Abney (Baltimora, 10 febbraio 1923 – Los Angeles, 20 gennaio 2000) è stato un pianista jazz statunitense.

## Biografia
Dopo gli studi musicali, frequentati alla Manhattan School of Music, suonò prima in una banda militare in qualità di cornettista e successivamente in un'orchestra locale.
Nel corso della sua carriera professionale suonò nel trio del contrabbassista Eddie Gibbs nel 1947, poi nelle orchestre di: Snub Mosley (nel 1948), Wilbur DeParis (nel 1948-1949), nella band capitanata dal duo Bill Harris e Kai Winding (nel 1951-1952), con il chitarrista Chuck Wayne (nel 1952), con Sy Oliver (sempre nel 1952) e con il batterista Louie Bellson.
Fu in seguito accompagnatore musicale di jazz singer famose come Thelma Carpenter (nel 1954) e Carmen McRae ma divenne maggiormente noto accompagnando Ella Fitzgerald in tanti concerti del Jazz At The Philharmonic (spettacoli organizzati dal produttore Norman Granz al Philharmonic Auditorium di Los Angeles), alla metà degli anni cinquanta.
Negli anni sessanta operò in varie grandi orchestre che si esibivano in spettacoli radiofonici e fu attivo in sala di incisione registrando colonne sonore per alcuni film.
Nel 1969 fu a capo di un proprio trio, dalla fine del 1969 al 1974 fu un membro della big band di Louis Bellson.
Il suo stile risente dell'influenza di Art Tatum.